# Уйа (деревня)
У́йа (эст. Uia) — деревня в волости Пыхья-Сакала уезда Вильяндимаа, Эстония.
В 1991—2017 годах (до административной реформы местных самоуправлений Эстонии) входила в состав волости Кыпу (упразднена).

## География и описание
Расположена в 19 километрах к западу от уездного центра — города Вильянди. Высота над уровнем моря — 39 метров. По северной границе деревни протекает река Раудна, через деревню протекает впадающий в реку Раудна ручей Уйа. 
Климат умеренный. Официальный язык — эстонский. Почтовый индекс — 71206.

## Население
По данным переписи населения 2021 года, в Уйанасчитывалось 34 жителя, из них 33 (97,1 %) — эстонцы.
По данным переписи населения 2011 года, в  деревне проживали  44 человека, из них 43 (97,7 %) — эстонцы.
Численность населения деревни Уйа по данным переписей населения:
| Год  | 1959 | 1970 | 1979 | 1989 | 2000 | 2011 | 2021 |
| ---- | ---- | ---- | ---- | ---- | ---- | ---- | ---- |
| Чел. | 64   | ↘ 62 | ↘ 61 | ↘ 46 | ↗ 48 | ↘ 44 | ↘ 34 |

## История

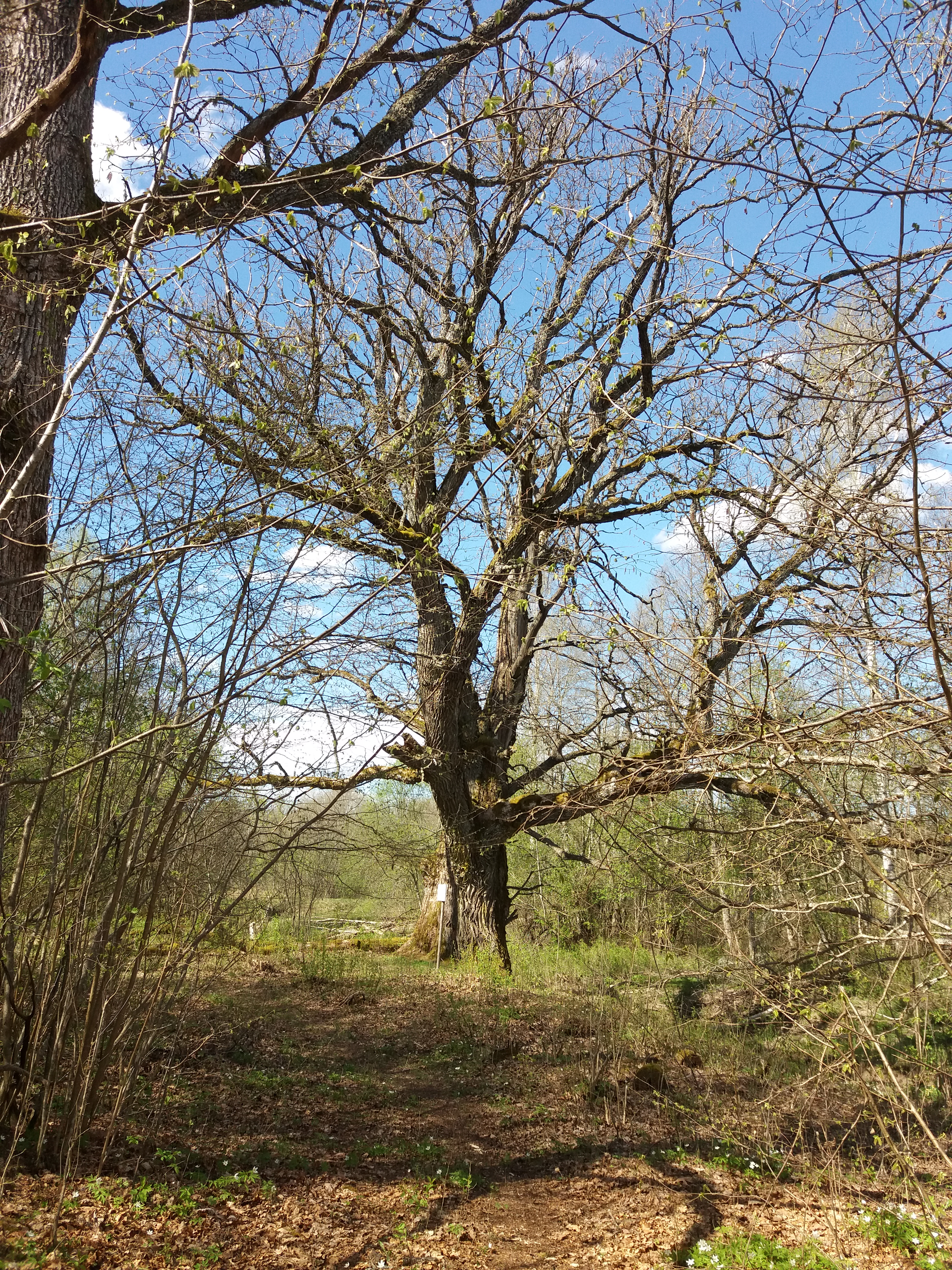
Дуб Упси

В письменных источниках 1811 года упоминается Uja (два хутора на мызе Грос-Кеппо). Как деревня официально появилась в материалах переписи населения 1922 года. 
В 1977 году, в период кампании по укрупнению деревень, с Уйа были объединены деревни Саарекюла (эст. Saareküla, в 1724 году упоминается как Sarekülla) и Тухкья (эст. Tuhkja).
На расположенном в деревне Уйа хуторе Упси растёт охраняемый государством дуб Упси.

## Комментарии
1. ↑  Эстонские топонимы, оканчивающиеся на -а, не склоняются и не имеют женского рода (исключение — Нарва)[6].